# 패트릭 스텀프
패트릭 스텀프(Patrick Stump, 1984년 4월 27일 - )는 미국의 음악가로, 폴 아웃 보이의 일원이다.